# Ulvenhart
Ulvenhart is een landgoed ten zuiden van Breda, aan de vennen van de Strijbeekse Heide. Een aantal jaar geleden zijn de oude panden gerestaureerd.
De kleine hoeve “De Jager” aan de “Baalschen Weg” wordt ook voor het eerst genoemd in een pachtcontract uit het jaar 1755 en werd gesloten met Marie Frans Kersten van Gils. In die allereerste periode fungeerde “de Jager” ook als herberg, ongetwijfeld zeer tot genoegen van de dorstige reizigers tussen Breda en Baarle-Nassau. Uit een nog bewaard gebleven proces-verbaal opgemaakt op 20 januari 1762 wordt dit duidelijk. Twee mannen, Jan Graauwmans en Kees van der Velde, hadden tijdens de voorafgaande avond vernielingen in “De Jager” aangericht nadat hen door de waardin de deur was gewezen.
Links op het terrein stond vroeger hoeve/herberg ‘De Jager’/ ‘Het Jagertje’ gestaan, met een grote schuur ernaast en een bakhuis erachter. Het pand wordt al in 1577 genoemd als ene Pieter van der Aa (gedoopt te Weelde (B)) het pacht. De nog aanwezige panden zijn gerenoveerd en hebben een andere bestemming gekregen.